# Butrus Ghali
Butrus Ghali, arab. ‏بطرس غالي‎ (ur. 1846 w Bani Suwajf, zm. 20 lutego 1910) – egipski polityk koptyjski. Od 1881 do 1893 wiceminister sprawiedliwości, od 1893 do 1895 minister finansów, od 1895 minister spraw zagranicznych, od 1908 premier. Oskarżany o zbytnie ustępstwa wobec Brytyjczyków, został zamordowany przez nacjonalistę.
Jego prawnukami są Butrus Butrus Ghali, były sekretarz generalny ONZ, oraz Jusuf Butrus Ghali, egipski minister finansów.